# روبرتو لایسکا
روبرتو لایسکا (اسپانیایی: Roberto Laiseka‎؛ زادهٔ ۱۷ ژوئن ۱۹۶۹) دوچرخه‌سوار اهل اسپانیا است. وی در مسابقات تور دو فرانس و جیرو دیتالیا شرکت کرده است.